# Região Geográfica Intermediária de Iguatu
A Região Geográfica Intermediária de Iguatu é uma das seis regiões intermediárias do estado brasileiro do Ceará e uma das 134 regiões intermediárias do Brasil, criadas pelo Instituto Brasileiro de Geografia e Estatística (IBGE) em 2017. É composta por 15 municípios, distribuídos em duas regiões geográficas imediatas.
Sua população total estimada pelo Instituto Brasileiro de Geografia e Estatística (IBGE) para 1º de julho de 2018 é de 454 284 habitantes, distribuídos em uma área total de 14 290,406 km².
Iguatu é o município mais populoso da região intermediária, com 103 255 habitantes, de acordo com estimativas de 2018 do Instituto Brasileiro de Geografia e Estatística (IBGE).

## Regiões geográficas imediatas
| Região geográfica imediata | Municípios                                                                           | População Estimativa 2018 | Área (km²) |
| -------------------------- | ------------------------------------------------------------------------------------ | ------------------------- | ---------- |
| Iguatu                     | Acopiara Cariús Caratina Cedro Iguatu Jucás Mombaça Piquet Carneiro Quixelô Saboeiro | 338 401                   | 11 156,619 |
| Icó                        | Baixio Icó Ipaumirim Orós Umari                                                      | 115 883                   | 3 133,787  |
| Total                      | 15                                                                                   | 454 284                   | 14 290,406 |